# Szarvaspataktorka
Szarvaspataktorka románul: Gura Cornei, falu Romániában, Erdélyben, Fehér megyében.

## Fekvése
Verespatak közelében fekvő település.

## Története
Szarvaspataktorka (Gura Cornei) korábban Verespatak (Roşia Montană, com. Roşia Montană) része volt. 1956-ban a várost alkotó településként adatai Abrudbányához voltak számítva.
1966-ban 249 lakosából 248 román, 1 magyar volt. 1977-ben 264 lakosából 263 román, 1 német volt. 1992-ben 291 román lakosa volt, 2002-ben pedig 266 lakosából 265 román, 1 magyar volt.